# Nova era (album)
Nova era trinaesti je studijski album grupe Colonia koji je u prodaji od 1. lipnja 2018. godine. Na ovom albumu je dosadašnju glavnu vokalisticu benda Indiru zamijenila nova pjevačica Ivana Lovrić.

## Popis pjesama
| 1.    | »Que sera«                   | 3:49 |
| 2.    | »Melem«                      | 3:58 |
| 3.    | »Zumbuli«                    | 3:54 |
| 4.    | »Zadnja suza«                | 3:52 |
| 5.    | »Brodolom«                   | 3:53 |
| 6.    | »Luda glava«                 | 4:15 |
| 7.    | »Alarmantno«                 | 3:40 |
| 8.    | »Miris parfema«              | 4:09 |
| 9.    | »Ljetni dan«                 | 3:51 |
| 10.   | »Nevidljiva žena«            | 3:37 |
| 11.   | »Malo mi je, malo«           | 3:06 |
| 12.   | »Maskenbal«                  | 4:23 |
| 13.   | »Daleko od oka«              | 3:54 |
| 14.   | »Pokaži mi svoje pravo lice« | 3:18 |
| 15.   | »Ti i ja (2018 Rework)«      | 3:40 |
| 57:19 |                              |      |